# Jornada Mundial de la Joventut 2016
La XXXI edició de la Jornada Mundial de la Joventut (JMJ) es va fer Cracòvia el 2016. Fou la segona JMJ que acollirà Polònia després de la del 1991 en Częstochowa, amb el papa Joan Pau II. El papa Francesc quan va acabar la Jornada Mundial de la Joventut 2013 va proclamar que la següent edició seria a Polònia. Després s'anuncià que es realitzaria del 26 al 31 de juliol de 2016.

## Tema i lema
La misericòrdia va ser escollida com a tema de reflexió de la JMJ de 2016, el lema escollit va ser: "Feliços els misericordiosos, perquè ells obtindran misericòrdia" (Mateu 5:7).